# Вбивство на Мідл-Біч
Вбивство на Мідл-Біч (англ. Murder on Middle Beach) — американський документальний кримінальний мінісеріал режисера Медісона Гамбурґа про нерозкрите вбивство його матері Барбари Гамбурґ. Прем'єра відбулася 15 листопада 2020 року на каналі «HBO».

## Синопсис
3 березня 2010 року Барбару Гамбурґ знайшли мертвою неподалік від її будинку в місті Медісон штат Коннектикут. Слідчим так і не вдалося розкрити злочин, хоча вони припускали, що це був злочин на ґрунті пристрасті, але без вагомих доказів справу закрили. Тоді Медісон Гамбурґ, її син, режисер -рочатківець, сам протягом 8 років вів розслідування. 
Мінісеріал складається з інтерв'ю друзів та родичів Барбари Гамбурґ.
Після того як мінісеріал вийшов на «HBO», у поліції з'явилися нові зачіпки.

## Серії
| ' |                                            |                   |    |
| 1 | «Мати померла» «Mom's Dead»                | 15 листопада 2020 | 55 |
| 2 | «Столи та кімнати» «Tables and Rooms»      | 22 листопада 2020 | 57 |
| 3 | «Сестри» «Sisters»                         | 29 листопада 2020 | 58 |
| 4 | «Обґрунтовані сумніви» «Reasonable Doubts» | 6 грудня 2020     | 91 |